# Pistolet Colt M1902

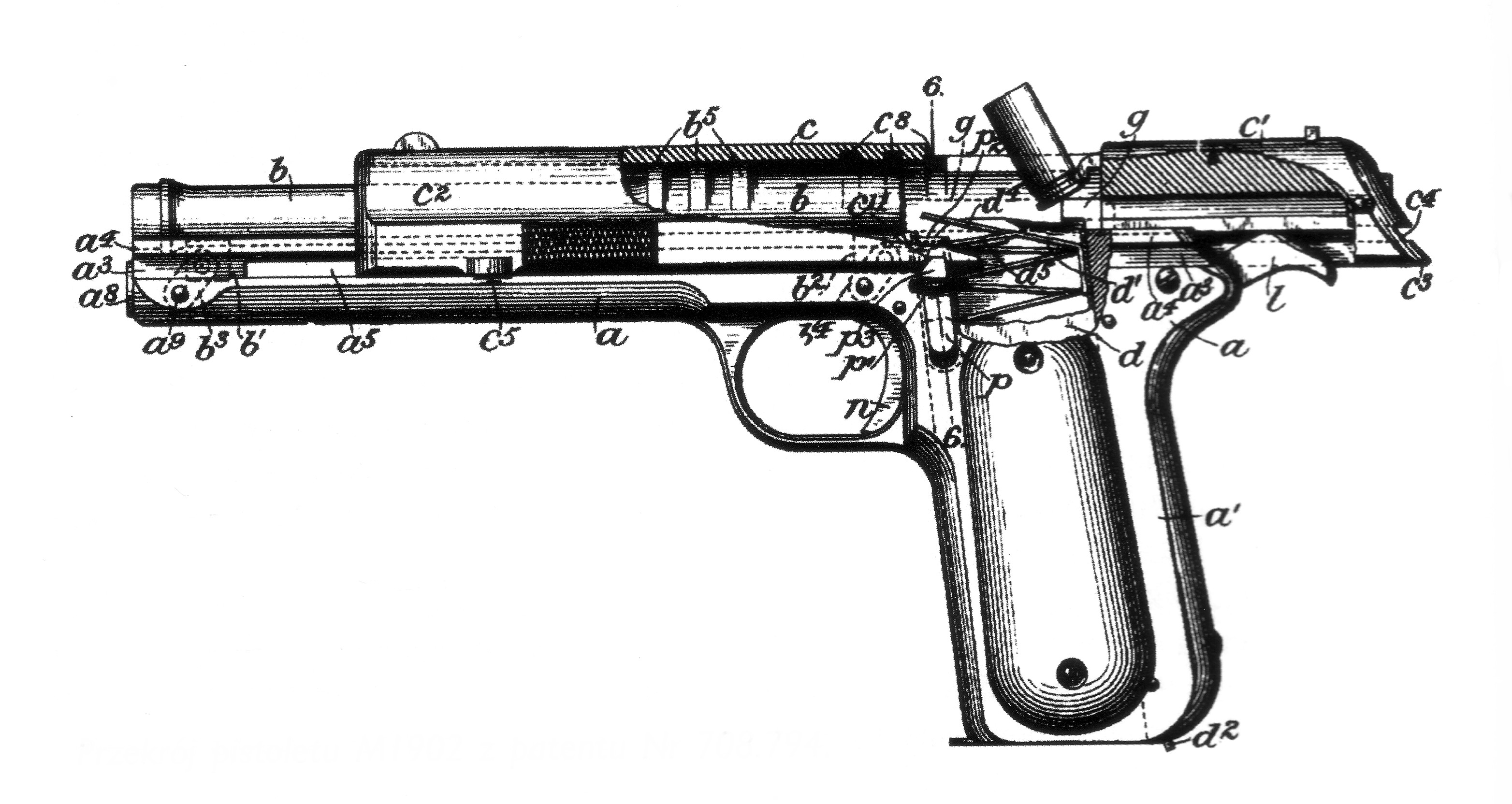
Przekrój pistoletu Colt M1902

Colt Model 1902 – amerykański pistolet samopowtarzalny skonstruowany przez Johna Mosesa Browninga.

## Historia
Na początku XX wieku US Army rozpoczęła poszukiwania następcy rewolweru Colt M1895. Wśród badanych konstrukcji były nie tylko rewolwery, ale także nowy rodzaj broni – pistolety samopowtarzalne. Po testach za najbardziej perspektywiczną konstrukcje uznano skonstruowany przez Johna Browninga pistolet Colt M1900. W 1900 roku armia zakupiła 100, a w 1901 roku 200 egzemplarzy przeznaczonych do testów w jednostkach.
Pistolet Browninga był oceniany pozytywnie, ale pojawiły się także uwagi krytyczne. Postulowano zwiększenie kalibru i to do tradycyjnego dla armii amerykańskiej kalibru .45 (11,43 mm), wprowadzenie mechanizmu samonapinania kurka, przeniesienie rowków do odciągania zamka na przód broni oraz wydłużenie chwytu. Skarżono się także na złe wyważenie pistoletu, zbyt ciężkiego na lufę, oraz konstrukcję bezpiecznika (M1900 był zabezpieczany poprzez wciśnięcie szczerbinki).
W 1902 roku Colt rozpoczął produkcję nowego pistoletu. W styczniu rozpoczęto produkcję pistoletu Sporting Model 1902. Była to udoskonalona wersja pistoletu M1900 wyposażona w zatrzask zamka zatrzymujący zamek w tylnym położeniu po wystrzeleniu ostatniego naboju z magazynka, pozbawiona bezpiecznika. W marcu 1902 roku rozpoczęto produkcje pistoletu Military Model 1902 który różnił się od modelu Sporting dłuższym chwytem w którym umieszczono ośmionabojowy magazynek.
Armia zakupiła 100 egzemplarzy pistoletu M1902 w wersji Military, ale po testach uznano, że choć lepszy od M1900 nadal posiada większość jego wad. Nadal domagano się także powiększenia kalibru. W 1903 armii przekazano do testów pistolet M1903 (nie mylić z pistoletami M1903 Pocket Hammer i M1903 Hammerless) kalibru .41 ACP (11,2 × 23 mm SR). Testy wykazały jednak że po zastosowaniu silniejszej amunicji częściej pękają osie łączników. Po testach US Army odrzuciła zarówno pistolety M1902 i M1903.
Po zakończonych niepowodzeniem próbach zainteresowania nowym pistoletem armii firma Colt postanowiła kontynuować produkcję pistoletu M1902 w obu wersjach na rynek cywilny i na eksport. Największym odbiorcą pistoletu M1902 w wersji Military została ostatecznie marynarka wojenna Chile, która zakupiła w 1906 roku 500 pistoletów.
Produkcje pistoletu Sporting Model 1902 zakończono w 1912 roku po wyprodukowaniu 6927 egzemplarzy. Produkcja pistoletu Military Model 1902 trwała dłużej. Zakończono ją w 1930 roku po wyprodukowaniu 18 068 sztuk tego pistoletu.

## Opis
Colt M1902 był bronią samopowtarzalną. Zasada działania oparta na krótkim odrzucie lufy. Zamek ryglowany trzema ryglami, odryglowanie przez obniżenie lufy. Obniżenie lufy powodowały dwa łączniki (na początku i końcu lufy). Mechanizm spustowy bez samonapinania z kurkowym mechanizmem uderzeniowym. Kurek zewnętrzny. Broń nie posiadała bezpiecznika.
Colt M1902 był zasilany z wymiennego, jednorzędowego magazynka pudełkowego o pojemności 7 (wersja Sporting) lub 8 (wersja Military) naboi, umieszczonego w chwycie. Zaczep magazynka w dolnej części chwytu.
Lufa gwintowana.
Przyrządy celownicze mechaniczne (muszka i szczerbinka).